# Eirik Dybendal
Eirik Dybendal, född 21 april 1978 i Kongsvinger Norge, är en före detta fotbollsspelare (innermittfältare). Under karriären har han spelat för Kongsvinger IL, FK Bodø/Glimt, BK Häcken, IFK Norrköping och IK Oddevold. Hans moderklubb är Flisa IL i Norge.